# Анонимен римски хронограф
Анонимен римски хронограф от 354 г. представлява малък сборник, написан на латински език, с разнообразни сведения.
Съдържа кратка световна хроника. По-голямата част е съставена през 354 г., но има и допълнения от по-късно време.
За българската история има значение само световната хроника, наречена Liber generationis, сигурно преведена от други, по-стари гръцки хроники. Фразата „Ziezi ex quo vulgares“ („Зиези, от когото са българите“), е първото известно споменаване на името „българи“.